# Aurelie Deffner
Aurelie Deffner (* 9. Dezember 1881 in Handzell, damals Oberbayern; † 29. Juni 1959 in Augsburg, geborene Wagner) war eine bayerische Politikerin der SPD und eine der ersten weiblichen Abgeordneten im bayerischen Landtag.
Aurelie Deffner wurde als Aurelie Wagner in Handzell bei Aichach als uneheliches Kind einer Magd geboren. Sie starb am 29. Juni 1959 im Alter von 77 Jahren in Augsburg. 

## Politische Tätigkeit in Augsburg
Nach Abschluss der Volksschule im Alter von 14 Jahren fing Deffner 1897 an als Textilarbeiterin in einer Augsburger Baumwoll-Feinspinnerei zu arbeiten. 1900 trat sie den Deutschen Textilarbeiterverband bei. Aufgrund ihrer Verlobung mit den aktiven Sozialdemokraten Wilhelm Deffner wurde ihr gekündigt, sie fand jedoch bald wieder Arbeit in der Kammgarnspinnerei. Im November 1902 heiratete sie und arbeitete für zwei weitere Jahre. 
Ab 1904 war sie aktiv in Frauenorganisationen. 1905 wurde sie Vorstand des Augsburger Frauenbildungsvereins, 1906 wurde sie die Stellvertreterin der Vertrauensperson Marie Greifenberg, und ein Jahr später übernahm sie das Amt von Greifenberg. Deffner veranstaltete Leseabende auf den sich Frauen mit den Parteiprogramm der Sozialdemokraten befassten. Deffner warb auch für das Frauenwahlrecht, das die Sozialdemokratische Partei im Erfurter Programm von 1891 gefordert hatten. Als 1908 das Reichsvereinsgesetz geändert wurde so das Frauen volle Vereins- und Versammlungsfreiheit erhielten organisierte Deffner den geschlossenen Übertritt des Augsburger Frauenbildungsvereins in die SPD. Deffner wurde daraufhin in den Parteivorstand gewählt und 1910 wurde sie zweite Schriftführerin.

## Politische Tätigkeit in Kempten
Ende 1910 zogen Aurelie und Wilhelm Deffner mit ihren zwei Kindern nach Kempten, wo Wilhelm Deffner die Geschäftsstelle des Textilarbeiterverbands für das Allgäu einrichtete.  Ab 1912 war sie erste Schriftführerin der SPD in Kempten. Sie agitierte für das Frauenwahlrecht auf Kundgebungen in Kempten und 1914 auf dem Frauentag in Augsburg. Als ihr Mann eingezogen wurde, übernahm sie in 1917 die Leitung des Kemptner Textilbezirkes. 1919 wurde Deffner als SPD Abgeordnete für den Wahlkreis Kempten-Sonthofen in den bayrischen Landtag gewählt.

## Bayerischer Landtag
Gemeinsam mit Käthe Günther, Rosa Kempf (beide DDP), Emilie Mauerer (SPD) sowie Ellen Ammann, Aloisia Eberle, Maria Freifrau von Gebsattel und Therese Schmitt (alle BVP) gehörte sie zu den ersten acht Frauen, die dem bayerischen Landtag angehörten. Im Landtag war sie im Bereich der Schulbildung tätig. Deffner kandidierte nicht erneut und schied nach der Landtagswahl 1920 aus dem Landtag aus. 